# Deodorant
|  | Denne artikel omhandler det populære hudprodukt for andre betydninger, se DEO |
En deodorant (forkortet deo) er et populært hudplejeprodukt, der anvendes for at overdøve, skjule, forebygge eller fjerne lugt – typisk armsved. En deodorant anvendes af både kvinder og mænd (der findes produkter, som markedsføres specifikt til det ene køn, fx Axe til mænd og Rexona Women). Deodoranter findes som spray, roll-on eller stick. Alle varianter findes med eller uden tilsat parfume. Spray-deodoranter anvendes ved at spraye hver armhule kortvarigt (få sekunder) i en afstand på ca. 15 cm. Stick og roll-on gnides på huden under armene. Virkningen holder længst, hvis den anvendes på tør og nyvasket hud. Det kan også bruges til at opfriske duften i svedige armhuler (det er dog mere hygiejnisk at tage et bad).
Deodoranten indeholder aluminiumsalte som tidligere har været mistænkt for at kunne øge risikoen for brystkræft. Deodoranter der indeholder aluminium bør bruges med forsigtighed, især efter barbering. Data viser, at hud, der lige er blevet barberet, er mere gennemtrængelig for kemiske stoffer .